# Premi Europeu de l'Espai Públic Urbà
El Premi Europeu de l'Espai Públic Urbà és un certamen biennal que vol reconèixer i fomentar la inversió de les administracions públiques en la creació, conservació i millora de l'espai públic urbà, entenent el seu estat com un clar indicador de la salut cívica i democràtica d'Europa. Està organitzat pel Centre de Cultura Contemporània de Barcelona (CCCB, Barcelona) en col·laboració amb la Cité de l'Architecture et du Patrimoine (París), el Nederlands Architectuurinstituut (NAi, Rotterdam), l'Architekturzentrum Wien (Az W, Viena), el Suomen Rakennustaiteen Museu (SRM, Hèlsinki), l'Architecture Foundation (AF, Londres) i al Deutsches Architekturmuseum (Frankfurt). Des de la primera edició, l'any 2000, el premi s'ha convocat amb l'objectiu de ressaltar i difondre les obres més significatives de creació i remodelació d'espais urbans de titularitat pública a tot Europa.
Les obres que opten al premi són presentades a concurs per les seves institucions promotores o pels seus autors i la seva naturalesa abasta des de la petita escala d'instal·lacions artístiques efímeres fins a la gran escala d'extenses transformacions urbanístiques. L'àmbit del premi s'estén a tots aquells països que formen part del continent europeu, illes incloses.
El Jurat del premi és internacional i està format pels directors de les institucions convocants i/o per reconeguts professionals de prestigi que actuen en la seva representació.
El premi té caràcter honorífic i s'atorga conjuntament a la institució promotora de l'obra i als seus autors. Els guanyadors del premi reben una placa commemorativa per ser instal·lada a l'espai públic guardonada, així com el corresponent diploma acreditatiu. Les obres guanyadores, les finalistes i una selecció feta pel jurat es publiquen a l'Arxiu Europeu de l'Espai Públic Urbà, un recull de les millors intervencions presentades al certamen des dels seus orígens. La seva directora és Judit Carrera.

## Història del premi[1]
Aquestes són les obres guardonades en les set edicions del premi celebrades fins avui:
- 2000: Primera edició
  - Premi ex aequo: Esplanada de Smithfield (Dublín, Irlanda, 2000)
  - Premi ex aequo: Centre Multifuncional de Can Mulà (Mollet del Vallès, Espanya, 2000)
  - Menció honorífica: Parc del Ter Central (Girona, Espanya, 2000)

- 2002: Segona edició
  - Premi ex aequo: Parc de Reudnitz (Leipzig, Alemanya, 2002)
  - Premi ex aequo: Recuperació de la llera i riberes del riu Gállego (Zuera, Espanya, 2001)
  - Menció honorífica: Programa de rehabilitació urbana de la Marinha dona Silvade (Espinho, Portugal, 2002)
  - Menció honorífica: Skatepark de l'avinguda Westnlaak (Rotterdam, Països Baixos, 2001)
  - Menció honorífica: Recuperació mediambiental del tram final del riu Besòs (Barcelona, Espanya, 2000)

- 2004: Tercera edició
  - Premi ex aequo: Restauració paisatgística del dipòsit controlat de la Vall d'en Joan (Begues, Espanya. 2003)
  - Premi ex aequo: Remodelació del passeig de l'Óvalo, l'Escalinata i el seu entorn (Terol, Espanya. 2003)
  - Menció honorífica: Havnebadet (Copenhaguen, Dinamarca, 2003)
  - Menció honorífica: Tenerife Verd (lot 9) (Buenavista del Nord, Espanya, 2002)
  - Menció honorífica: Parc Tilla-Durieux (Berlín, Alemanya, 2003)
  - Menció honorífica: Stortorget (Kalmar, Suècia, 2003)

- 2006: Quarta edició
  - Premi ex aequo:  Orgue marí (Zadar, Croàcia, 2005)
  - Premi ex aequo: A8ernA (Zaanstadt, Països Baixos, 2006)
  - Menció especial del jurat: ZwischenPalastNutzung / Volkspalast (Berlín, Alemanya, 2005)
  - Menció honorífica: Plaça Nera, plaça Bianca (Robbiano, Itàlia, 2005)
  - Menció honorífica: Plaça Bohaterów Getta (Cracòvia, Polònia, 2005)

- 2008: Cinquena edició
  - Primer premi: Plaça de Barking Town (Londres, Regne Unit, 2008)
  - Menció especial: centrum.odorf (Innsbruck, Àustria, 2006)
  - Menció especial: Other People 's Photographs (Folkestone, Regne Unit, 2008)
  - Menció especial: Torre de l'Homenatge (Huéscar, Espanya, 2007)

- 2010: Sisena edició
  - Premi ex aequo: Open-Air-Library (Magdeburg (Alemanya), 2009)
  - Premi ex aequo: Den Norske Opera & Ballett (Oslo, Noruega, 2008)
  - Menció especial: Urban Activators: theater podium & Brug Grotekerkplein (Rotterdam, Països Baixos, 2009)
  - Menció especial: Passeig Marítim de la Platja Ponent (Benidorm, Espanya, 2009)
  - Menció especial: Passage 56 / espace culturel Écologique (París, França, 2009)
  - Menció especial: Casetes de pescadors al port (Cangas do Morrazo, Espanya, 2008)

- 2012: Setena edició
  - Premi ex aequo: Preureditve nabrežij in mostovi na Ljubljanici (Ljubljana, Eslovènia, 2011)
  - Premi ex aequo: Arranjament dels cims del Turó de la Rovira (Barcelona, Espanya, 2012)
  - Menció especial: Exhibition Road (Londres, Regne Unit, 2011)
  - Menció especial: Mémorial de l'Abolition de l'esclavage (Nantes, França, 2011)
  - Menció especial: Annorstädes (Malmö, Suècia, 2010)
  - Categoria especial:  Acampada a la Puerta del Sol (Madrid, Espanya, 2011)

- 2014: Vuitena edició
  - Premi ex aequo: Reforma del Port Vell (Marsella, França, 2013)
  - Premi ex aequo: «La vall trenada» (Elx, Espanya, 2013)
  - Menció especial: Obertura dels aiguamolls de Rainham (Londres, Regne Unit, 2014)
  - Menció especial: Cementiri islàmic (Altach, Àustria, 2012)
  - Menció especial: «Baana», corredor per a ciclistes i vianants (Hèlsinki, Finlàndia, 2012)
  - Menció especial: Teatre «La Lira» (Ripoll, Espanya, 2012)